# Roger Meindre
Roger Lucien Meindre, né le 31 août 1931 à Ruynes-en-Margeride (Cantal) et mort le 7 octobre 1999 à Albi (Tarn), est un ecclésiastique français, évêque de Mende de 1983 à 1989 puis archevêque d'Albi de 1989 à 1999.

## Biographie
Fils de cheminot et aîné de cinq enfants, Roger Meindre est né dans le Cantal en 1931.
Il fait son grand séminaire à Saint-Flour et poursuit ses études à Clermont-Ferrand puis à la Sorbonne à Paris, où il obtient une maîtrise de philosophie.
Il est ordonné prêtre pour le diocèse de Saint-Flour le 17 mars 1956 par François Marty.
Il devient alors professeur de philosophie dans les grands séminaires de Saint-Flour et Clermont-Ferrand.
Il est nommé évêque de Mende le 14 juillet 1983. Il reçoit la consécration épiscopale le 8 octobre suivants, des mains de son prédécesseur à Mende, René Boudon.
Il reste cinq ans à la tête du diocèse puis, le 8 avril 1989, il est nommé archevêque d'Albi.
De 1990 à 1993, il est membre du conseil permanent de la conférence des évêques de France.
Il meurt subitement le 7 octobre 1999, à l'âge de 68 ans.